# Брда имају очи (филм из 2006)
Брда имају очи (енгл. The Hills Have Eyes) је амерички хорор филм из 2006. сценаристе и редитеља Александра Аже. Римејк је истоименог филма из 1977. године.

## Радња
Све почиње типичним путовањем на годишњи одмор 1 дисфункционалне породице. Годишњица је брака детектива Боба Картера (Тед Левин) и његове жене Етел (Кетлин Квинлан), па како би прославили, Боб позове своју проширену породицу да пође с њима у Калифорнију, надајући се да би отворена цеста могла помоћи исцелити њихове уздрмане односе.
Нико због тога није нарочито срећан. Најстарија ћерка, Лин (Винеса Шо) забринута је за безбедност и удобност свога новорођенчета, док се њен муж, информатички стручњак Даг (Арон Станфорд), боји блиских сусрета са својим тастом. Тинејџерка Бренда, (Емили Де Равин) мрзи помисао на то да остави своје пријатеље због породичног пута, док мали шаљивац Боби (Ден Берд) једва чека да се забави са два породична немачка овчара.
Састају се у предграђу и гура Бобов омиљени кампер Ерстрим из 1988. те се запуте на запад, али Велики Боб погрешно скрене и наједном се цела породица нађе у изоловану делу пустиње и чини се да око њих миљама нема ничега. Када им се догоди неочекивана аутомобилска незгода, они схвате да су у слепој улици, далеко од икакве помоћи, са немилосрдним сунцем над њима. И док се боре против страшне пустиње, појављује се још већа опасност.
Сада постају свесни да баш и нису тако сами као што су на почетку мислили. Још је једна скупина преживела у брдима која окружују пустињу: генетски мутирани, незасито гладни, крвожедни клан и вампирица Александра која је још увек дете—Клан је страшно потомство рудара који су преживели радиоактивност након искушавања атомске бомбе — и које нико неће зауставити у намери да улове свакога Картера.

## Улоге
| Глумац         | Улога               |
| -------------- | ------------------- |
| Арон Станфорд  | Даг Буковски        |
| Кетлин Квинлан | Етел Картер         |
| Винеса Шо      | Лин Картер-Буковски |
| Емили де Равин | Бренда Картер       |
| Роберт Џој     | Гуштер              |
| Тед Левин      | "Велики Боб" Картер |
| Ден Берд       | Боби Картер         |